# Općina Moravske Toplice
Općina Moravske Toplice (slo.:Občina Moravske Toplice) je općina u sjeveroistočnoj Sloveniji u pokrajini Prekmurje i statističkoj regiji Pomurje. Središte općine je naselje Moravske Toplice s oko 700 stanovnika.

## Zemljopis
Općina Moravske Toplice nalazi se u sjeveroistočnom dijelu Slovenije na granici s Mađarskom. 
Općina se prostire u središnjem dijelu pokrajne Prekomurje, na mjestu gdje ravničarski dio na jugu pokrajine prelazi u brdovito područje Goričko na sjeveru.
U općini vlada umjereno kontinentalna klima.
Rječica Lendava je najvažniji vodotok na području općine i čini njenu južnu granicu. Svi ostali vodotoci su mali i njeni su pritoci.

## Naselja u općini
Andrejci, Berkovci, Bogojina, Bukovnica, Čikečka vas, Filovci, Fokovci, Ivanci, Ivanjševci, Ivanovci, Kančevci, Krnci, Lončarovci, Lukačevci, Martjanci, Mlajtinci, Moravske Toplice, Motvarjevci, Noršinci, Pordašinci, Prosenjakovci, Ratkovci, Sebeborci, Selo, Središče, Suhi Vrh, Tešanovci, Vučja Gomila

## Vanjske poveznice
- Službena stranica općine